# Григорьев-Апполонов, Андрей Генрихович
Андре́й Ге́нрихович Григо́рьев-Апполо́нов (род. 26 июля 1970, Сочи, Краснодарский край, СССР) — российский певец, телеведущий, актёр кино и телевидения. Солист поп-группы «Иванушки International»; вместе с Кириллом Андреевым является бессменным участником коллектива. Продюсер коллектива #APPolonovGang.

## Биография и карьера
Родился 26 июля 1970 года в Сочи (Краснодарский край). Проживал в доме по адресу ул. Дагомысская, 30.
В 1980 году побывал на концерте Валерия Леонтьева после чего решил тоже стать артистом и выступать на сцене.
В школе занимался настольным теннисом, став кандидатом в мастера спорта. Окончил музыкальную школу по классу фортепиано. Занимался брейк-дансом.

Начал зарабатывать, танцуя брейк-данс в команде уличных брейкеров на сочинской набережной. В пятнадцать-шестнадцать лет танцевал я уже неплохо, и зарабатывал в результате даже больше, чем мой отец, главный врач. За вечер мы с ребятами могли «поднять» рублей сто на пятерых. — 
Окончил Сочинское педагогическое училище по специальности «учитель младших классов», но педагогическая карьера продолжалась всего около трех месяцев. Окончил Российскую академию театрального искусства, эстрадное отделение.
В 1985 году познакомился в кафе «Талка» с Григорием Лепсом. С 1986 года работал манекенщиком в сочинском театре мод «Мини-Макси».
Под видом девушки участвовал в конкурсе «Мисс Сочи-1989», получив приз зрительских симпатий. С 1990 года работал режиссёром-постановщиком в сочинском театре мод. В 1992 как победитель творческого конкурса уехал до 1994 года в США — выступать в бродвейском мюзикле «Метро» вместе с Игорем Сориным.
С 10 ноября 1995 года — участник группы «Иванушки International». На счету группы пять студийных альбомов и 26 клипов.
В сентябре 2018 Григорьевым-Апполоновым была представлена группа «AppolonovGang», куда входят зять и племянник Андрея к.
Григорьев-Апполонов стал прообразом скульптуры «Счастливчик», установленной в августе 2019 года на Курортном проспекте Сочи.
В 2024 году вышел фильм «Тополиный пух» с участием Григорьева-Апполонова.

## Семья
- Отец — Генрих Святославович Григорьев-Аполлонов (28 ноября 1930 — 11 октября 1999)[8] — хирург, главный врач поликлиники № 1 г. Сочи ул. Конституции[7].
  - Сестра (по отцу) — Ольга Генриховна Григорьева-Аполлонова (род. 1956)[15][16].
- Мать — Маргарита Андреевна Григорьева-Аполлонова (24 мая 1935 — 20 ноября 2014) — администратор Сочинского зимнего театра.
  - Брат (по матери) (род. 1960) — врач, проживает в Сочи[17].
  - Сестра — Юлия Генриховна Григорьева-Аполлонова (15 октября 1965 — 21 июля 2017[18]), работала врачом военкомата Центрального района Сочи, потом — костюмером группы «Иванушки International». Муж Юлии Андрей Бурдуков (после Григорьев-Аполлонов младший) и Сергей Григорьев-Аполлонов (племянник Андрея-ст. и Юлии) организовали музыкальный коллектив #AppolonovGang[19][20][21], их дебютная песня, посвященная Юлии Григорьевой-Аполлоновой, поднялась на 4 место российского чарта iTunes[22][23].

### Личная жизнь
- Фактическая жена (до 2001 года) — Мария Андреевна Кириленко-Лопатова (род. 26 сентября 1973) — падчерица чемпиона мира по баскетболу Андрея Лопатова. Окончила Московский институт иностранных языков и Академию при правительстве РФ, училась в Лондоне на видеорежиссера, работала ведущей на английском канале ITV. Под псевдонимом Malo записала альбом «Veroятно» (2002)[24]. В 2001 году стала женой баскетболиста Андрея Кириленко (род. 18 февраля 1981)[25].
- Жена (с 2003, офиц. 2008[26] — сентябрь 2019)[27] — Марина Андреевна Григорьева-Аполлонова (в девичестве Банкова) (род. 24 марта 1985; Омск[28]), до рождения второго сына жили в фактическом браке[29] . Марина — мастер спорта по теннису, познакомились, когда ей было 17 лет, в 2002 году, Андрею сказала, что ей 19 лет, только в 2003 году он узнал правду. Марина ведущая на телеканале Твой Дом, снималась в кино в эпизодах, занимается конным спортом[30]. В апреле 2019 года[31] Марина ушла к баскетболисту Андрею Зубкову, в августе 2019 года жена подала на развод, который состоялся в сентябре 2019 года[32].
  - Сын — Иван Андреевич Григорьев-Аполлонов (род. 23 декабря 2003) играет в хоккей за СДЮШОР «Динамо-Форвард» Санкт-Петербург в команде 2003 года.
  - Сын — Артемий Андреевич Григорьев-Аполлонов (род. 25 марта 2008) Играет в хоккей за команду «СКА-Стрельна» 2008 в городе Санкт-Петербурге[33][34][35][36][37]

## Телевидение
В 2002 году вёл на телеканале «MTV Россия» программу «12 злобных зрителей», в 2003—2005 годах — программу для детей «Полундра» на СТС.
В 2007—2008 годах вёл развлекательную программу «Cosmopolitan. Видеоверсия» на ТНТ. С 2010, по 2013 год, был ведущим нескольких выпусков программы «Хочу знать» с Михаилом Ширвиндтом. С октября 2013 по май 2014 года был ведущим передачи о ремонте «Добро пожаловать домой!» на телеканале «ТВ Центр».
19 ноября 2013 года провёл один выпуск детской передачи «Спокойной ночи, малыши!» на телеканале «Россия-1».

## Фильмография
| Год       |     | Русское название                     | Оригинальное название            | Роль                           |
| --------- | --- | ------------------------------------ | -------------------------------- | ------------------------------ |
| 1998      | тф  | Старые песни о главном — 3           | Оригинальное название неизвестно | Иванушка Заморский-Интернэшнл  |
| 2001      | тф  | Старые песни о главном. Постскриптум | Оригинальное название неизвестно | стиляга в костюме Санта-Клауса |
| 2006      | ф   | Первый Скорый                        | Оригинальное название неизвестно | эпизод                         |
| 2004—2005 | с   | Не родись красивой                   | Оригинальное название неизвестно | камео                          |
| 2004—2006 | с   | Моя прекрасная няня                  | Оригинальное название неизвестно | камео                          |
| 2007      | ф   | День выборов                         | Оригинальное название неизвестно | «Иван и Ушки»                  |
| 2006      | мф  | Артур и минипуты (Франция)           | Arthur et les minimoys           | Барахлюш                       |
| 2007      | док | Лихие девяностые                     | Оригинальное название неизвестно |                                |
| 2006—2009 | с   | Клуб                                 | Оригинальное название неизвестно | камео                          |
| 2008      | ф   | Любовь-морковь 2                     | Оригинальное название неизвестно | камео                          |
| 2009      | тф  | В гостях у $kazki (не был завершён)  | Оригинальное название неизвестно |                                |
| 2010      | ф   | 220 вольт любви                      | Оригинальное название неизвестно | Аполлон певец                  |
| 2010      | ф   | Зайцев, жги! История шоумена         | Оригинальное название неизвестно | камео                          |
| 2010      | ф   | Ирония любви                         | Оригинальное название неизвестно | звезда                         |
| 2010      | с   | Счастливы вместе                     | Оригинальное название неизвестно | Ипполит                        |
| 2013      | с   | Зайцев+1                             | Оригинальное название неизвестно | камео                          |
| 2021      | ф   | Родные                               | Оригинальное название неизвестно | камео                          |
| 2024      | ф   | Тур с Иванушками                     | Оригинальное название неизвестно | камео                          |
| 2024      | ф   | Тополиный пух                        | Оригинальное название неизвестно | камео                          |

### Видеоклипы других исполнителей
| Год  | Клип                           | Исполнитель    | Режиссёр         |
| ---- | ------------------------------ | -------------- | ---------------- |
| 1992 | «Не валяй дурака, Америка»     | Любэ           | Сергей Баженов   |
| 2002 | «Сахарный»                     | Malo           | неизвестно       |
| 2005 | «Не виноватая я»               | Фабрика        | Фёдор Бондарчук  |
| 2016 | «Когда мы были молодыми»       | Руки Вверх!    | Хиндрек Маасик   |
| 2018 | «Мужики нормальной ориентации» | Стас Костюшкин | Неизвестно       |
| 2018 | «Лайки Бренды»                 | AppolonovGang  | Неизвестно       |
| 2021 | «Меня прёт от тебя!»           | Супер Жорик    | Григор Гаспарян  |
| 2021 | «А река течёт»                 | Любэ           | Жора Крыжовников |